# Verboort
Verboort az Amerikai Egyesült Államok Oregon államának Washington megyéjében, az Oregon Route 47 közelében elhelyezkedő önkormányzat nélküli település.
A Forest Grove-i tűzoltóság lefedettségébe tartozik.

## Története
Névadója William Verboort. A posta megszakításokkal 1893 és 1919 között működött.
A települést hat katolikus holland család alapította; vezetőjük, John Verboort családjával először Wisconsinban telepedett le, de a körülményekkel elégedetlenek voltak, ezért 1875-ben a mai Verboort területére költöztek; William Verboort és fia, John később csatlakoztak hozzájuk. Ekkor nyílt meg a Xavéri Szent Ferenc-templom és annak iskolája, majd 1883-ban megépült a Sarlós Boldogasszony-templom, a régi létesítményt pedig teljes egészében iskolává alakították át. 1891-ben az Oregoni Szűz Mária-nővérek kolostort alapítottak, amit hagyomány szerint a helyiek látnak el termékekkel. 1922-ben Oregon kötelezővé tette a diákok állami iskolában tanítását, de ezt a törvényt később alkotmányellenessége miatt hatályon kívül helyezték. Az 1959-ben épült Sarlós Boldogasszony-templom mindkét oldalán egy-egy 46 méteres mamutfenyő áll, amiket 1888-ban ültetett a kaliforniai aranykeresésről visszatérő John Porter.
Az egyházközség Corneliusban, Forest Grove-ban, Hillsboróban és Royban is önellátó missziókat alapított.

## Kultúra
Az 1934-ben alapított, november első szombatján tartott kolbász- és savanyúkáposzta-fesztivál bevételeivel az iskolát támogatják. A 7800–10 000 résztvevőt vonzó esemény ételes standjainál már napfelkelte előtt négy-öt órával sorok alakulnak ki. 2008-ban tizenöt tonna kolbász és 910 kilogramm káposzta készült; a kolbászt juharfán füstölik.
A település látnivalói a katolikus templom és temetője, Henry Black 1864-ben épült lakóháza (a Verboort család lakhelye), a magtár, gépműhely, valamint Martin Hermens 1876-ban létesített farmja.{{jegyzet|megj={{

## Nevezetes személy
- Larry Jansen, baseballjátékos[16]

## Fordítás
- Ez a szócikk részben vagy egészben  a   Verboort, Oregon című angol Wikipédia-szócikk ezen változatának fordításán alapul.  Az eredeti cikk szerkesztőit annak laptörténete sorolja fel. Ez a jelzés csupán a megfogalmazás eredetét és a szerzői jogokat jelzi, nem szolgál a cikkben szereplő információk forrásmegjelöléseként.